# Gmelina macrophylla
Gmelina macrophylla là một loài thực vật có hoa trong họ Hoa môi. Loài này được (R.Br.) Benth. mô tả khoa học đầu tiên năm 1870.